# Yan Zhitui
Yan Zhitui (kineski 顏之推 Yán Zhītuī), 531. – 591.) je bio kineski učenjak, kaligraf, slikar, glazbenik i državni službenik koji je služio četiri carske dinastije - južnu dinastiju dinastiju Liang, sjeverne dinastije Sjeverni Qi i Sjeverni Zhou te na kraju dinastiju Sui koja je okončala razdoblje Južnih i Sjevernih dinastija te ujedinila Kinu. Yan Zhitui je bio poznat kao vatreni zagovornik budizma koji je tijekom karijere često dolazio u sukob sa svojim konfucijanskim kolegama. Poznat je i kao prva osoba u povijesti koja spominje toaletni papir.

## Vanjske poveznice
- Yanshi jiaxun 顏氏家訓 "The Family Instructions of Master Yan"
- Djela Yan Zhitui na Projekt Gutenbergu